# Il sergente Rompiglioni
Il sergente Rompiglioni è un film del 1973 diretto da Giuliano Biagetti, con lo pseudonimo di Pier Giorgio Ferretti.
Il film ebbe un ottimo successo di pubblico, incassando oltre un miliardo di lire e attestandosi come il maggiore successo commerciale della carriera "solista" di Franco Franchi. Fu seguito da Il sergente Rompiglioni diventa... caporale.